# Muse Dash
『Muse Dash』（ミューズダッシュ）は、PeroPeroGamesが開発し、心動網絡より発売された音楽ゲーム。

## 概要
上下二つのレーンに対応したボタンを使い、迫る敵を蹴散らしたりトラップをかわしたりしながらクリアを目指していく、アクションゲームと音楽ゲームが融合したような内容となっている。
ゲームには萌え要素も取り入れられており、カートゥーンスタイルに描かれた女の子のキャラクターが走ったり、フルボイスで喋り出す他、キャラクターによるさまざま衣装が用意されている所も本作の特徴となっている。
2018年6月14日にiOS版、15日にAndroid版が配信開始、同年にSteam版とNintendo Switch版も発売予定だったものの翌年の2019年6月に延期され、2019年5月23日に同年6月20日に発売されることが発表された
また、2020年に中国本土における新型コロナウイルスが広がった際は、「引きこもり大作戦」と称して、これまで有料DLCである楽曲パックから1曲無料で配信してきたのを、全曲無料で配信するキャンペーンを展開した。
2021年4月8日にNintendo Switch向けパッケージ版がフライハイワークスより発売された。

## キャラクター
リン
声 - 内田愛美
少し不良っぽい見た目で短気だが優しい一面もある。キャラクター衣装は「ベーシスト」「不良少女」「夢遊少女」「バニーガール」「聖夜の贈り物」「バイト戦士」「レーサー」の7種類。
ブロウ
声 - 甘束まお
子供っぽく、小生意気でおっちょこちょい。キャラクター衣装は「パイロット」「アイドル」「ゾンビガール」「ジョーカー」「制服少女」「道士」の6種類。
オラ
声 - 伊瀬茉莉也
ブロウが乗っている熊。単独のプレイアブルキャラとしては、可愛らしい見た目をした男の子の人間形態となる。キャラクター衣装は「ボクサー」のみ。
マリヤ
声 - 赤司よしか
上記3人よりも知的でクールな性格。キャラクター衣装は「バイオリニスト」「メイド」「魔法少女」「小悪魔」「黒衣の女王」「シスター」「機械ノ踊子」の7種類。
ユメ
声 - 高橋菜々美
アップデートで追加。タイトーの音楽ゲーム『グルーヴコースター』シリーズからのゲストキャラ。
NEKO#ΦωΦ
声 - 花守ゆみり
アップデートで追加。Rayarkの音楽ゲーム『Cytus II』からのゲストキャラ。
博麗霊夢
声 - 五十嵐裕美
アップデートで追加。上海アリス幻樂団の弾幕系シューティングゲーム『東方Project』シリーズからのゲストキャラ。
El_Clear
声 - 加隈亜衣
アップデートで追加。NEOWIZの音楽ゲーム『DJMAX RESPECT V』からのゲストキャラ。
霧雨魔理沙
声 - Machico
アップデートで追加。上海アリス幻樂団の弾幕系シューティングゲーム『東方Project』シリーズからのゲストキャラ。
アーミヤ
声 - 黒沢ともよ
アップデートで追加。Hypergryphのモバイルタワーディフェンスゲーム『アークナイツ』シリーズからのゲストキャラ。
初音ミク
声 - 藤田咲
アップデートで追加。クリプトン・フューチャー・メディア社のバーチャルシンガーシリーズからのゲストキャラ。
鏡音リン・レン
声 - 下田麻美
アップデートで追加。初音ミクに続くキャラクターボーカルシリーズからのゲストキャラ。